# Georg Friedrich Götz

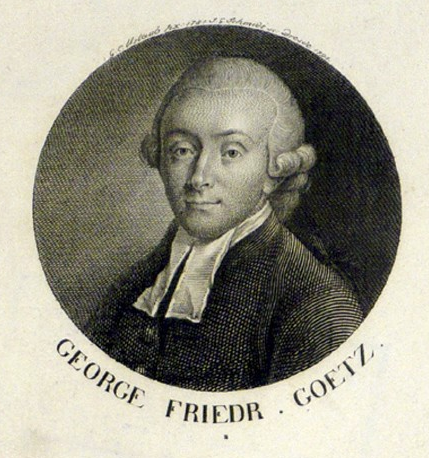
Georg Friedrich Götz (1750–1813)

Georg Friedrich Götz (1750 – 1813) war ein Theologe evangelisch-lutherischen Glaubens, Prediger, Erzieher und Zoologe. Er publizierte  auf einem weiten Feld von Fachgebieten. Er beschrieb als erster den Käfer Purpuricenus budensis.

## Jugend und Ausbildung
Georg Friedrich Götz wurde am 9. April 1750 in Hanau geboren, das damals schon Teil der Landgrafschaft Hessen-Kassel war. Sein Vater war der Schneidermeister Johannes Götz,  seine Mutter Maria Margarethe war Tochter des Geistlichen Johann George Wittich. Sein Vater, obwohl nur Handwerker, kümmerte sich sehr um die Erziehung seines Sohnes, der bereits als Fünfjähriger flüssig deutsche und französische Texte lesen konnte. Der Junge kam dann in die Obhut seines Onkels Friedrich Karl Christian Götz, der Conrector in Michelstadt, Grafschaft Erbach im Odenwald war. Dieser erteilte dem Jungen Privatunterricht in Religion, Deutsch und Latein. Als Zehnjähriger kehrte Götz nach Hanau zurück und besuchte dort das Gymnasium, wo er gleich in die Abschlussklasse versetzt wurde. Er wurde dort auch in Griechisch und in orientalischen Sprachen unterrichtet. Als Candidatus des Predigtamtes studierte Götz von 1767 bis 1769 an der Friedrichsuniversität in Halle verschiedene theologische Disziplinen, Philosophie, Schöne Künste und Naturlehre (bei Eberhard). Anschließend wanderte er zu Fuß über Aschersleben, Halberstadt, Wolfenbüttel, Braunschweig, Göttingen, Kassel, Marburg und Gießen nach Hanau zurück, wobei er Kontakte mit vielen Persönlichkeiten seiner Zeit knüpfte.

## Tätigkeit als Erzieher und Prediger
Im 14. Lebensjahr von Georg Friedrich verstarb sein Vater. Da der Junge bereits seit seinem 13. Lebensjahr seinen Lebensunterhalt mitfinanzierte, indem er  Privatunterricht in verschiedenen Häusern erteilte, in Glaucha (heute zu Halle gehörig) auch am Waisenhaus Glaucha regelmäßig unterrichtete, konnte er seine Studien fortsetzen. Nach seiner Rückkehr nach Hanau wurde er 1771 Hauslehrer beim Ehrbach-Fürstenauer Forstmeister Brenner in Bullau im Odenwald, 1773 Hauslehrer beim Pfarrer Neidhart in Vielbrunn (ehem. Villbrunn) (Herrschaft Breuberg). 1774 bereitete er Carl Ludwig von Barckhaus gen. von Wiesenhütten auf sein Studium in Jena vor. Dessen Vater, der hessisch-darmstädtische Geheimrat von Barkhaus und Kreisgesandte zu Frankfurth vermittelte ihm 1775 eine Stelle als Erzieher der Prinzen und Prinzessinnen des hessischen Hofes zu Hanau. Dazu gehörte auch die Unterrichtung der Pagen, die ihm jedoch auf eigenen Wunsch aus gesundheitlichen Gründen ab 1782 erlassen wurde. Er bereitete jedoch die Prinzessinnen Marie Friederike von Hessen-Kassel (1768–1839) und Karoline Amalie von Hessen-Kassel  (1771 – 1841) auf deren Konfirmation in den Jahren 1784 bzw. 1787 vor.  Aus Gesundheitsgründen konnte er erst 1785 die Stelle als dritter Stadtprediger der evangelischen Gemeinde in Hanau antreten, die ihm schon 1784 zuerkannt wurde. 1786 wurde er zweiter Prediger in Kassel. Damit verbunden war auch die Mitdirektion des Frankenbergischen Armen- und Waisenhauses in Kassel. Gleich nach seiner Ankunft in Kassel wurde er zum ordentlichen Mitglied der fürstlich Hessischen Gesellschaft der Alterthümer ernannt.
Götz hatte gesundheitliche Probleme, die trotz mehrfacher Kuraufenthalte in verschiedenen Städten sich nicht besserten. Er heiratete im Januar 1786 in Kaichen Charlotte geb. Götz, 3. Tochter seines Oheims Friedrich Karl Christian Götz, der inzwischen Pfarrer in Kaichen war. Er hatte mit seiner Frau fünf Kinder. Götz wurde zum Doktor der Theologie und zum 1. Prediger in Hanau ernannt. Dort starb er auch am 3. Februar 1813.

## Auswahl aus den Veröffentlichungen von Götz

### Naturwissenschaftliche Publikationen
Götz wird in den Zoologischen Annalen von Schreber unter den deutschen Zoologen gelistet. Dort wird auch erwähnt, dass er eine zoologische Privatsammlung besitzt. Seine Publikationen betreffen hauptsächlich Vögel aber auch Gegenstände außerhalb der Zoologie.
- In der Zeitschrift Der Naturforscher erscheinen zwischen 1780 und 1788 elf Beiträge
  - Naturgeschichte des Goldfasans[4]
  - Anmerkungen zu des Herrn Prof. Sanders zweytem Beytrage zur Geschichte der Vögel[5]
  - Über die anomalisch weissen Vögel[6]
  - Naturgeschichte des Silber- und weissen Phasans[7]
  - Naturgeschichte des Kronvogels[8]
  - Beytrag zur Naturgeschichte des Mauerspechts[9]
  - Beyträge zur Naturgeschichte der Insekten[10]
  - Beyträge zur mineralogischen Geschichte der Grafschaft Hanau[11]
  - Beytrag zur Naturgeschichte der Insecten (mit Erstbeschreibung von Purpuricenus budensis)[12]
  - Fortgesetzte Beyträge zur Ornithologie[13]
  - Beytrag zur mineralogischen Geschichte der Grafschaft Hanau[14]
- 1787 Naturgeschichte einiger Vögel (enthält auch einige der oben genannten Veröffentlichungen)[15]
- 1803 Beweis, dass die Krätze kein notwendiges Übel in Waisenhäusern sei; und Bestätigung der Vorzüge des Lentischen Ventilators[16]

### Predigten und die Lebensführung betreffende Schriften
Ein Großteil der Veröffentlichungen besteht in Predigten und Sammlungen von Predigten, die Götz meist selbst gehalten und anlässlich konkreter Ereignisse zwischen 1787 und 1808 herausgegeben hat. Dazu gehören beispielsweise Die Vorteile einer frühen Gottesfurcht.. (Göttingen 1787), Predigt nach einer Feuersbrunst, angehängt sind Verhaltensregeln zur Vermeidung von Bränden (Kassel 1787), Auszüge aus den Predigten über christliche Glaubenslehre (Kassel 1788), Auszüge aus Predigten über christliche Sittenlehre (Kassel 1790), einige Predigten bei besonderen Gelegenheiten gehalten (Kassel 1789), Predigten an Buß- Fast- Bet- und Danktagen (Die stille Besorgung unserer Geschäfte Cassel 1792) Predigten über die häusliche Erziehung der Kinder (2 Teile Kassel 1791 sowie Leipzig 1796), Passionspredigten und Predigten anlässlich der Konfirmation (Erfurt 1790, Leipzig 1795, Kassel 1795), Familienwohl und Bürgerglück - ein Beitrag dazu in Predigten (Gera 1796), Sammlung von Predigten über die Feier des Erntefestes (Leipzig 1796), Predigten bei Amtsveränderung, sowohl beim Antritt als auch beim Abschied gehalten, (Gera 1797)  Ausführliche Belehrungen über den Eidschwur, in Predigten gehalten (Gera 1798), Predigten und Reden bei Trauungen (Leipzig 1799), Predigten über wichtige Gegenstände der christlichen Sittenlehre (Fürth 1802, darin enthalten Die Strafbarkeit des Selbstmordes), Christliche Hauspostille oder Predigten über die gesamten Sonn- und Festtagsevangelien des ganzen Jahres (2 Teile, Kassel 1803) Reden und Predigten bei der Taufe, beim Abendmahl und bei der Vorbereitung desselben (Hannover 1808).
Besondere Erwähnung verdienen 1795 und 1799 Sammlungen von Predigten, die Götz zusammen mit einem befreundeten evangelisch-reformierten Prediger Friedrich Rehm herausgab und die Predigten der beiden Pfarrer unterschiedlicher Konfessionen enthalten.
- 1780 – 1783: Kinderbibliothek für Eltern und Erzieher oder Nachrichten von den neuesten guten Kinderschriften, Frankfurt am Main, vier Hefte
- 1784: Glaubensbekenntnis der durchlauchtigsten Prinzessin Marie Friederike zu Hessen – mit den dabey gehaltenen Reden Hanau 1784
- 1787: Glaubensbekenntnis der durchlauchtigsten Prinzessin Karoline Amalie zu Hessen – mit den dabey gehaltenen Reden Kassel 1787[18]

### Geschichtliches und Nachrufe
Götz war Mitglied der hessischen Gesellschaft für Alterthümer
- 1782: Leben Herrn Heinrich Sanders und vermehrte 2. Auflage 1785[19]
- 1783: Rede, dem Gedächtnis des Herrn J. L Müllers, Doctors der Arzneigelehrtheit …. geweiht Hanau 1783
- 1784: Entwurf einer Geschichte des hochfürstlichen Hauses Hessen[20]
- 1784: Heinrich Sanders …. kleine Schriften, nach dessen Tod herausgegeben[21]
- 1784 Leben Herrn Johann Christoph Stockhausens ...[22]

### Sonstiges
- Übersetzung Von der Regierung der Sitten, aus dem Französischen des Herrn de Polier de St. Germain Frankfurt am Main 1785
- Herausgeber des Hanauer Hausvaters 1780–1784
- Herausgeber des Hanauischen Magazins 1784–1785
- Beiträge in zahlreichen Zeitschriften